# Sinfonia n. 30 (Haydn)
La Sinfonia n. 30 in Do maggiore, Hoboken I/30, fu composta da Joseph Haydn nel 1765. È conosciuta come Alleluja per il canto gregoriano Alleluja nel primo movimento.

## Struttura
L'Alleluja del primo movimento è stata spesso confusa con il tema principale del finale della Sinfonia No. 41 in Do maggiore di Mozart. Mozart fece uso del canto Alleluja nel suo Canone a 4 voci in Do maggiore, K. 553, scritto poco dopo il completamento della sinfonia in Do maggiore, da parte di Haydn.

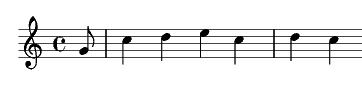
LAlleluja del primo movimento

La sinfonia è stata concepita per un'orchestra di 2 oboi, un flauto, 2 corni, trombe, timpani, archi e basso continuo. L'uso dei timpani in questa sinfonia resta, tutt'oggi, un caso irrisolto. Nelle sue registrazioni, Antal Doráti li omette del tutto. Diverse recenti performance, comunque, li includono.
Il lavoro consta di tre movimenti:
1. Allegro, 4/4
2. Andante, 2/4 in Sol maggiore
3. Minuetto, più tosto allegro, 3/4

Il motivo dell'Alleluja domina il primo movimento. È il primo tema, ma anche il secondo tema prende spunto da questo. Nello sviluppo della sinfonia, dopo la ripetizione del primo tema, le prime tre note del motivo (do-re-mi) vengono ripetute sette volte a diversi livelli di velocità, contro i sedicesimi di nota dell'accompagnamento.
Il secondo movimento contiene numerosi passaggi di flauto solo. L'audace e rara scelta di usare la tonalità di dominante per un secondo movimento (Haydn usava più comunemente la sottodominante) fu dettata dal fatto che il Sol maggiore si adattasse molto favorevolmente al flauto.